# Ion Gâlea
Ion Gâlea (* 1978 in Iași) ist ein rumänischer Jurist. Er ist Richter am Gericht der Europäischen Union.

## Leben und Wirken
Gâlea studierte Rechtswissenschaften an der Universität Bukarest. Dort erwarb er 2000 seinen Abschluss und im selben Jahr im Rahmen eines Kooperationsprogramms mit der Université Paris 1 Panthéon-Sorbonne die Maîtrise en droit im Europäischen Recht. Anschließend arbeitete er als Attaché in der Direktion Völkerrecht und Verträge des rumänischen Außenministeriums. 2002 erwarb er an der Nationalen Schule für Politik- und Verwaltungsstudien in Bukarest zudem einen Mastertitel in internationalen Beziehungen. Nach diesem Abschluss stieg er im rumänischen Außenministerium zum Leiter des Dienstes Unionsrecht auf. Parallel dazu war er wissenschaftlicher Assistent an der Universität Bukarest. 2006 erwarb er an der Universität Graz noch einen Mastertitel in European Studies. Anschließend kehrte er nach Rumänien zurück, wo er ab 2007 als Notar arbeitete. 2008 wurde er von der Universität Bukarest zum Dr. iur. promoviert. 2009 kehrte er in das rumänische Außenministerium zurück, wo er wieder die Direktion Unionsrecht leitete. Ein Jahr später wurde er zum Generaldirektor für rechtliche Angelegenheiten befördert. Neben dieser Tätigkeit wurde er 2012 Lehrbeauftragter, später Dozent an der Universität Bukarest.
2016 wurde Gâlea zum Botschafter Rumäniens in Bulgarien ernannt. Dieses Amt übte er aus, bis er 2021 als Generaldirektor der Abteilung für bilaterale europäische Angelegenheiten und regionale Zusammenarbeit zurück in das rumänische Außenministeriums kehrte. Gleichzeitig wurde er zum Professor an der Universität Bukarest ernannt.
Am 27. Oktober 2021 wurde Gâlea zum Richter am Gericht der Europäischen Union ernannt.